# Protapanteles longivena
Protapanteles longivena är en stekelart som först beskrevs av Chen och Song 2004.  Protapanteles longivena ingår i släktet Protapanteles och familjen bracksteklar. Inga underarter finns listade i Catalogue of Life.